# Попков, Николай Васильевич (полный кавалер ордена Славы)
Николай Васильевич Попков (25 марта 1912, Далматов, Пермская губерния — 16 июля 1955, Далматово, Курганская область) — участник Великой Отечественной войны, полный кавалер ордена Славы, старшина. После войны работал на ковроткацкой фабрике.

## Биография
Николай Попков родился 25 марта 1912 года в городе Далматове Далматовской волости Шадринского уезда Пермской губернии, ныне город Далматово — административный центр Далматовский муниципального округа Курганской области. Русский.
Образование незаконченное среднее. Работал завхозом в местном райсельхозотделе. В 1934—1936 годах проходил действительную службу в Рабоче-крестьянской Красной Армии. После демобилизации вернулся домой.
23 февраля 1942 года был вновь призван в армию. Воевал на Волховскои, 3-м Прибалтийском фронтах. участвовал в прорыве блокады Ленинграда, освобождал Прибалтику. Стал разведчиком, командиром отделения.
22 апреля 1943 года был ранен.
С сентября 1943 года член ВКП(б), в 1952 году партия переименована в КПСС.
В ночь на 4 мая 1944 года старшина Попков в составе разведгруппы проник в тыл противника близ населенного пункта Немоево. Попков достал лестницу, с помощью которой бойцы переправились через глубокий противотанковый ров, поднялись на противоположную сторону. Первым бросился на замеченную ещё днем пулеметную точку и ликвидировал расчет. Разведчики собрали документы убитых, срезали знаки различия, погоны, нашивки, позументы. Полученные сведения дали ценную информацию о новых частях противника и характере обороны. Приказом от 12 мая 1944 года старшина Попков Николай Васильевич награждён орденом Славы 3-й степени.
21 мая 1944 года в районе населенного пункта Лушково старшина Попков с разведгруппой скрытно проник в расположение противника и вскрыл систему его огня. Забросал противотанковыми гранатами блиндаж, истребив находящихся в нём противников. Добыв ценные документы, разведчики благополучно вернулись на свою базу. Приказом от 6 июня 1944 года старшина Попков Николай Васильевич награждён орденом Славы 2-й степени.
21 июля 1944 года старшина Попков со своими разведчиками первыми из наступавших частей ворвались на окраину города Остров. В одном из домов старшина из автомата уничтожил пулеметный расчет, расстрелял ещё двух противников, бросившихся на подмогу к пулеметчикам. Захватив пулемет противника, развернул его в сторону врага и открыл губительный огонь. Ему удалось подавить ещё две огневые точки противника, установленные на крышах домов, чем помог продвинуться нашей пехоте вперед. Огнём из трофейного пулемета истребил свыше 15 фашистов.
Указом Президиума Верховного Совета СССР от 24 марта 1945 года за исключительное мужество, отвагу и бесстрашие, проявленные в боях с вражескими захватчиками помощник командира взвода 4-й отдельной разведывательной роты 44-й стрелковой дивизии старшина Попков Николай Васильевич награждён орденом Славы 1-й степени. Стал полным кавалером ордена Славы.
День победы встретил в Восточной Пруссии. В 1945 году был демобилизован.
Вернулся в родной город, работал на ковроткацкой фабрике.
Скончался 16 июля 1955 года в возрасте 43 лет. Похоронен на старом кладбище города Далматово Курганской области.

## Награды
- Орден Красной Звезды, 9 февраля 1944 года[2]
- Орден Славы I степени № 1114, 24 марта 1945 года[3][4]
- Орден Славы II степени № 797, 6 июня 1944 года[5]
- Орден Славы III степени № 67527, 12 мая 1944 года[6]
- Медаль «За победу над Германией в Великой Отечественной войне 1941—1945 гг.»

## Память
- 9 мая 1984 года на Аллее славы г. Далматово высажена берёза и установлен Памятный знак.
- 1 мая 2015 года по инициативе редакции районной газеты «Далматовский вестник» на Аллее Героев (заложена 9 мая 1984 года) в городском парке города Далматово были посажены березки. У каждой березки установлена табличка-обелиск с именем Героя. Среди них Н.В. Попков[7].
- В 2019—2020 годах по инициативе депутата Курганской областной Думы Федора Ярославцева на Аллее Героев в городском парке города Далматово установлены 14 бюстов Героев. Бюсты героев были вылеплены из глины шадринским скульптором Александром Сергеевичем Галяминских. А отлиты на средства спонсоров — предпринимателей и организаций района. Среди них бюст Н.В. Попкова. Открытие было приурочено к 75-летию Победы 9 мая 2020 года[8].